# Pierre Gouzou
Pierre Gouzou (Meaux, 17 de diciembre de 1998) es un deportista francés que compite en gimnasia en la modalidad de trampolín.
Ganó cinco medallas en el Campeonato Mundial de Gimnasia en Trampolín entre los años 2021 y 2023, y seis medallas en el Campeonato Europeo de Gimnasia en Trampolín entre los años 2018 y 2024.

## Palmarés internacional
| Campeonato Mundial | Campeonato Mundial       | Campeonato Mundial | Campeonato Mundial |
| Año                | Lugar                    | Medalla            | Prueba             |
| ------------------ | ------------------------ | ------------------ | ------------------ |
| 2021               | Bakú (Azerbaiyán)        | Medalla de bronce  | Sincronizado       |
| 2022               | Sofía (Bulgaria)         | Medalla de plata   | Equipo             |
| 2022               | Sofía (Bulgaria)         | Medalla de bronce  | Sincronizado       |
| 2023               | Birmingham (Reino Unido) | Medalla de oro     | Equipo             |
| 2023               | Birmingham (Reino Unido) | Medalla de bronce  | Sincronizado       |
| Campeonato Europeo |                          |                    |                    |
| Año                | Lugar                    | Medalla            | Prueba             |
| 2018               | Bakú (Azerbaiyán)        | Medalla de bronce  | Sincronizado       |
| 2022               | Rímini (Italia)          | Medalla de oro     | Equipo             |
| 2022               | Rímini (Italia)          | Medalla de plata   | Individual         |
| 2024               | Guimarães (Portugal)     | Medalla de oro     | Equipo             |
| 2024               | Guimarães (Portugal)     | Medalla de plata   | Individual         |
| 2024               | Guimarães (Portugal)     | Medalla de plata   | Sincronizado       |